# 李相稷
李相稷（：／ Lee Sang-jik，1963年2月23日—），大韓民國自由派政治人物，第19、21屆韩国国会議員。

## 生平
他是易斯達航空的創始人，然而該公司因其經營不善曾一度破產。其本人也因為涉及貪污該公司資金而於2022年被判6年有期徒刑。